# Magic Affair
Magic Affair est un groupe de musique de dance allemand fondé en 1993 par Mike Staab.

## Discographie

### Singles
- 1993 : Omen III
- 1994 : Give Me All Your Love
- 1994 : In The Middle Of The Night
- 1994 : Fire
- 1995 : The Rhythm Makes You Wanna Dance
- 1996 : Energy Of Light
- 1996 : World Of Freedom
- 1996 : Bohemian Rhapsody
- 1997 : Break These Chains
- 1997 : Night Of The Raven
- 1998 : Sacrifice
- 1999 : Miracles
- 2003 : Fly Away

### Albums
- 1994 : Omen... The Story Continues
- 1996 : PhenOMENia